# Pardosa torrentum
Pardosa torrentum là một loài nhện trong họ Lycosidae.
Loài này thuộc chi Pardosa. Pardosa torrentum được Eugène Simon miêu tả năm 1876.